# Милан Несторов
Милан Несторов, наричан Ливингстон и Морган, е български революционер, стружки деец на Вътрешната македоно-одринска революционна организация.

## Биография
Несторов е роден в 1870 година в град Струга, тогава в Османската империя. Влиза във ВМОРО. В 1903 година заедно с Александър Чакъров, Теофил Мушмов и Милан Матов е член на Стружкия околийски революционен комитет.
Умира в 1928 година след побой от сръбските власти.